# Патара-Ирага
Патара-Ирага (груз. პატარა ირაგა) — село в Грузии, на территории Тетрицкаройского муниципалитета края (мхаре) Квемо-Картли.

## География
Село находится в юго-восточной части Грузии, на правом берегу реки Асланки (бассейн реки Храми), на расстоянии приблизительно 8 километров (по прямой) к западу от города Тетри-Цкаро, административного центра муниципалитета. Абсолютная высота — 1281 метр над уровнем моря.

## Население
По результатам официальной переписи населения 2014 года в Патара-Ираге проживало 173 человека (88 мужчин и 85 женщин). В национальной структуре населения грузины составляли 82,7 %, греки — 14 %, азербайджанцы — 2,9 %.
| Год  | Население, человек |
| ---- | ------------------ |
| 2002 | 139                |
| 2014 | ↗ 173              |